# 輝度 (光学)
輝度（きど、英: luminance）とは、広がりを持つ光源からある方向へ射出される光（可視光）の面積あたりの明るさを表す物理量である。広がりを持つ光源に用いられる物理量であるため、点光源とみなされる光源（星など）では用いられない。
輝度はヒトの感じる心理物理量のひとつである。

## 定義

広がりを持つ光源の微小な表面積 dS から角度 θ の方向へ射出される光の光度が I であるときの輝度は
{\displaystyle L={\frac {1}{\cos \theta }}{\frac {dI}{dS}}}
で定義される。
ここで cos θ は法線に対する方向余弦であり、微小面 dS の単位法ベクトル n と射出方向の単位ベクトル k = r/r により
{\displaystyle \cos \theta ={\boldsymbol {n}}\cdot {\boldsymbol {k}}}
である。
光束や光度と同様に、対応する放射量である放射輝度の波長ごとの重み付けにより表すことができる。
すなわち、波長 λ における分光放射輝度を Le,λ とすれば、分光視感効果度 K、最大視感効果度 Km と比視感度 V により
{\displaystyle L=\int _{0}^{\infty }K(\lambda )\,L_{{\text{e}},\lambda }\,d\lambda =K_{\text{m}}\int _{0}^{\infty }V(\lambda )\,L_{{\text{e}},\lambda }\,d\lambda }
で表される。

## 他の測光量との関係
定義式を変形して光源外部の総ての方向に対して積分することで光束発散度
{\displaystyle M={\frac {d\varPhi _{\text{src}}}{dS}}={\frac {d}{dS}}\int _{\text{ext}}I\,d\omega =\int _{\text{ext}}L\cos \theta \,d\omega }
が得られる。
微小立体角を天頂角 θ と方位角 φ で表せば
{\displaystyle M=\oint d\phi \int _{0}^{\pi /2}L(\theta ,\phi )\cos \theta \sin \theta \,d\theta }
である。特に輝度が方向に依らない場合は
{\displaystyle M=\pi L}
となる。

## 特徴

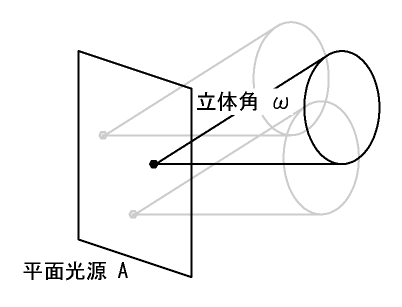
輝度

光度と輝度の違いは、光源の面積を考慮するかしないかである。右図のように、光源に広さがある場合、広ければ広いほど当然明るくなる。輝度は光源が広くなることによる明るさを無視できるように、面光源の面積で光度を割る（微分する）ことによって算出される。一般的に、光度は発光する物の面積を考えない星や電灯の明るさを表すのに対し、輝度はディスプレイなどの明るさを表す時に利用される。
照度と輝度の違いは、観測者の感受性を考慮するかしないかである。例えば、同じ輝度で同じ面積の蛍光灯で本を照らすとき、本を近くに置けば照度が高くなって読みやすくなり、遠くに置けば照度が低下して読みにくくなる。
すなわち、輝度は平面状の光源における面積や観測者に依存しない指標なのである。

## 単位系

### 測光の国際単位系
| 測光量         | SI単位                                 | SI単位 | 備考                         |
| 測光量         | 名称                                   | 記号   | 備考                         |
| -------------- | -------------------------------------- | ------ | ---------------------------- |
| 光度エネルギー | ルーメン秒                             | lm⋅s   | 放射量における放射エネルギー |
| 光束           | ルーメン（またはカンデラステラジアン） | lm     | 放射量における放射束         |
| 光度           | カンデラ                               | cd     | 放射量における放射強度       |
| 輝度           | カンデラ毎平方メートル                 | cd/m2  | 放射量における放射輝度       |
| 照度           | ルクス（またはルーメン毎平方メートル） | lx     | 放射量における放射照度       |
| 光束発散度     | ルクス（またはルーメン毎平方メートル） | lx     | 放射量における放射発散度     |
| 視感効果度     | ルーメン毎ワット                       | lm/W   |                              |
| 発光効率       | ルーメン毎ワット                       | lm/W   | ランプ効率とも呼ぶ           |

### 単位系の補足
輝度の単位である「カンデラ毎平方メートル」を「nt」「nit」で表すことがある。CRTテレビやPDPテレビ、液晶テレビなどの「ピーク輝度」（画面の一部だけを発光させたときの最大輝度）の定量表現の数値に使われている。